# Tadao Andō
Tadao Ando (安藤忠雄?   13 de septiembre de 1941) es un arquitecto japonés. Nació en Osaka y adquirió conocimientos de arquitectura de forma autodidacta, leyendo y viajando por Europa, África y los Estados Unidos.

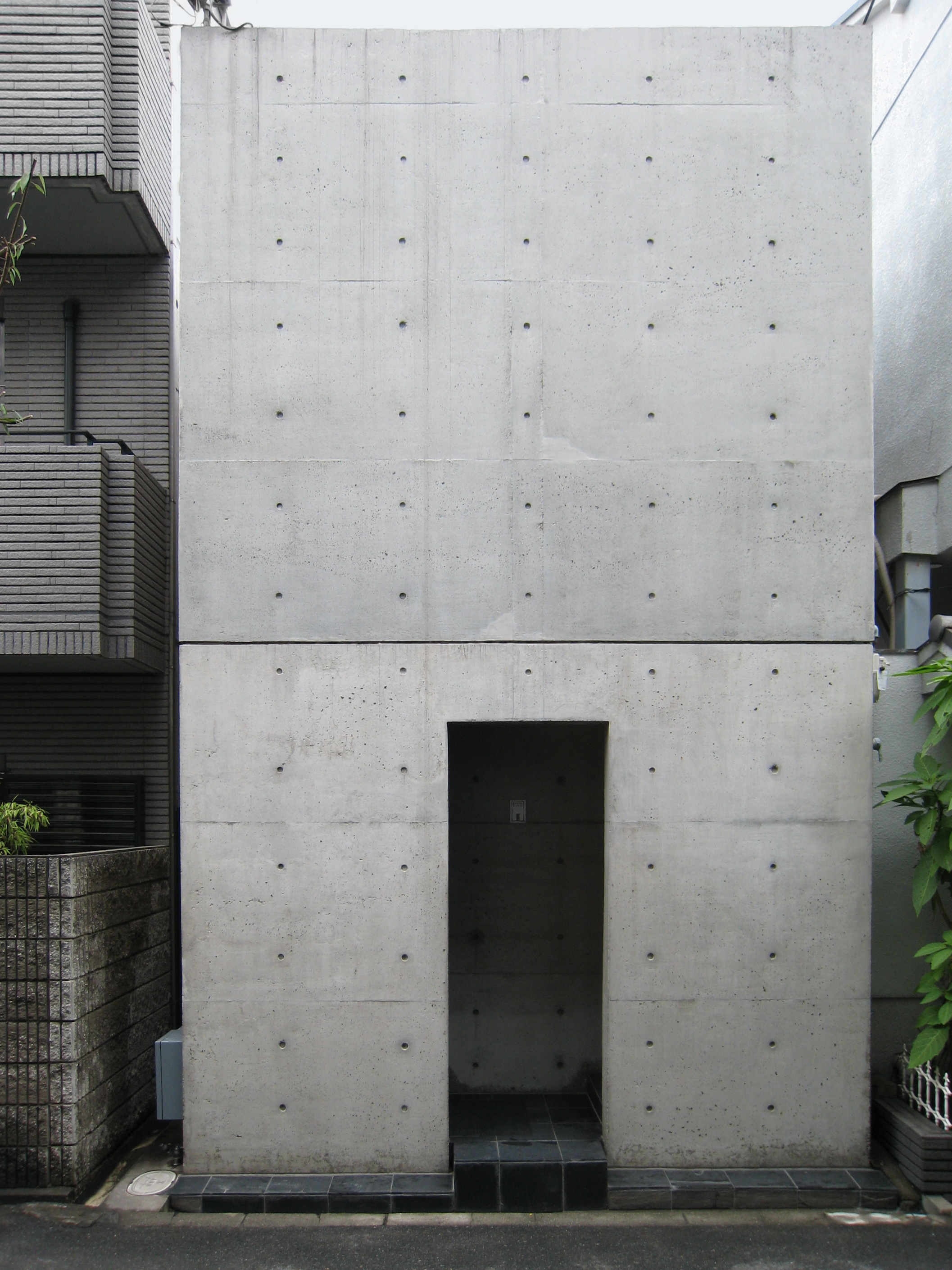
Casa Azuma (住吉の長屋）, Osaka, Japón, 1976.

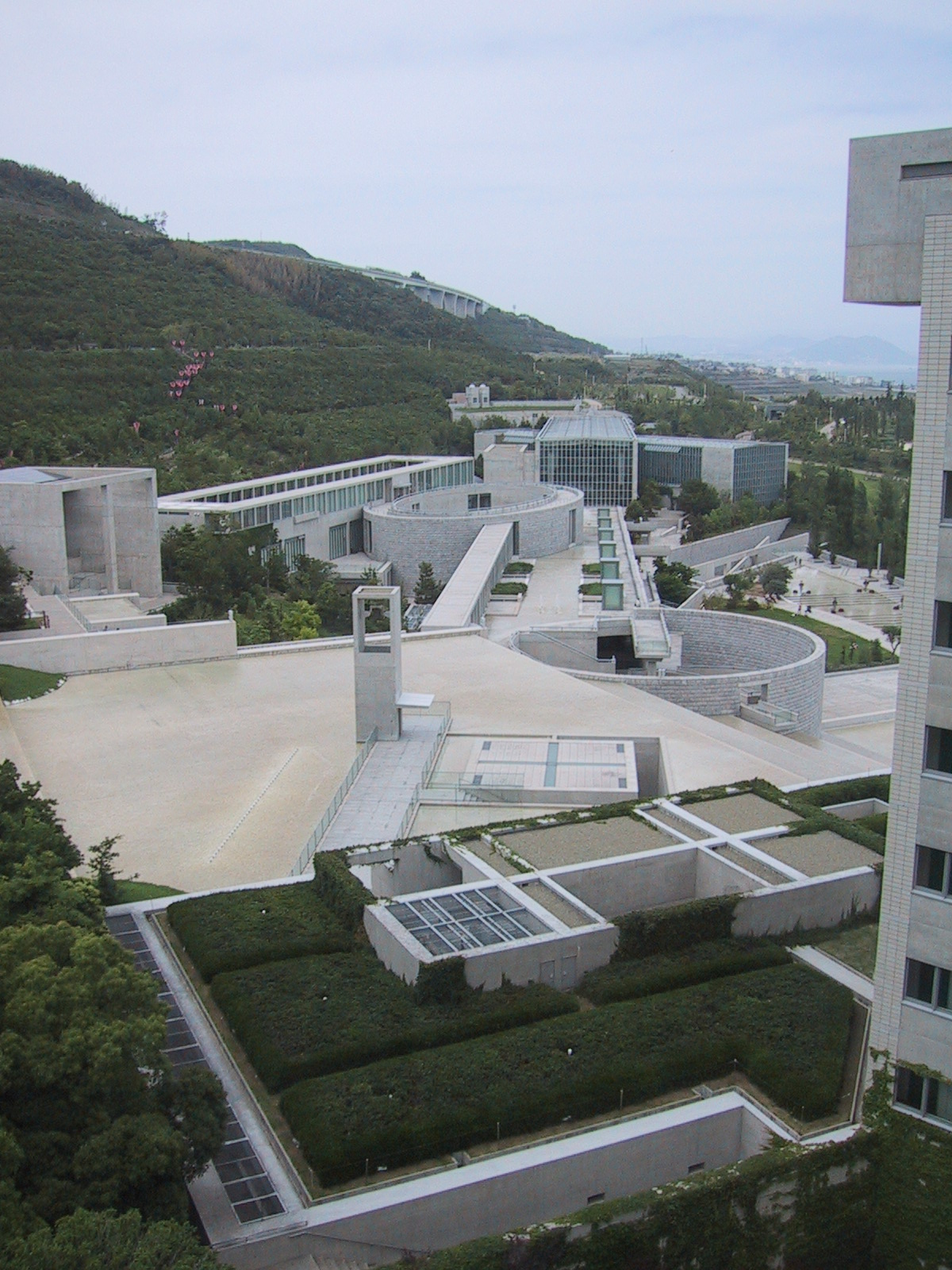
Hotel Westin Awaji Island en la isla de Awaji (Japón).

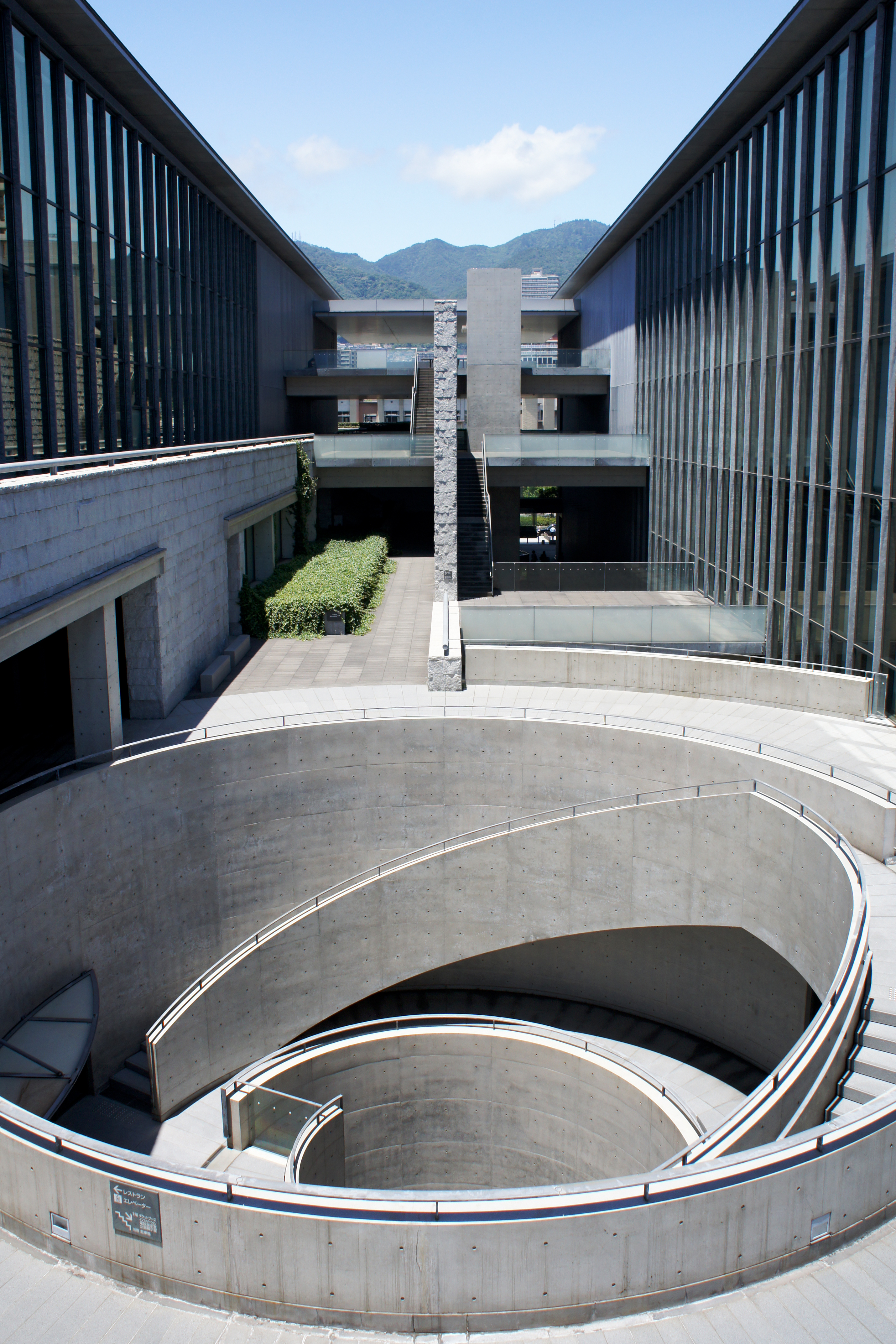
Museo de Arte en la prefectura de Hyōgo, Kōbe, Japón.

Tiene un hermano gemelo, aunque fueron criados por separado.
En su juventud fue boxeador amateur, colgando luego los guantes para dedicarse a la arquitectura. Contrario a la mayoría de los arquitectos de hoy en día, Ando no recibió formación en escuelas de arquitectura. En lugar de ello, su aprendizaje fue autodidáctico y proviene de la lectura y de viajes por África, Europa y Estados Unidos, así como de un minucioso estudio de la arquitectura tradicional japonesa en Kioto y Nara. Dice: 

Cuando vi la luz proveniente del óculo del Panteón en Roma, supe que quería ser arquitecto.

En 1970 se estableció en Osaka con "Tadao Ando Architect & Associates", empresa con la que comenzó su producción, primero de casas y pequeñas construcciones, y luego con edificaciones más importantes. En 1976 recibe un premio de la Asociación Japonesa de Arquitectura por su Casa Azuma, en Osaka. La opinión pública es atraída por Ando a partir de ese momento, lo que se consolida con la construcción de su diseño para el complejo de viviendas Rokko Housing I, en Kōbe. En 1980 construyó la Casa Koshino en la ciudad de Asiya. Entre sus obras más importantes se encuentran la Capilla sobre el Agua (1985) en Tomanu, Hokkaido, la Iglesia de la Luz, en Ibaraki, Osaka, el Museo de los Niños (1990) en Himeji.
Es considerado como uno de los líderes del regionalismo crítico, rechaza el empleo indiscriminado de la arquitectura moderna en todas las culturas del mundo. Su obra combina formas y materiales del movimiento moderno con principios estéticos y espaciales tradicionales japoneses, sobre todo en el modo de integrar los edificios en su entorno natural. Una de sus características es el empleo de hormigón liso, con las marcas del encofrado visibles, para crear planos murales tectónicos, que sirven como superficies para captar la luz.
En sus diseños Ando rechaza el materialismo consumista de la sociedad actual, que es visible en muchas obras arquitectónicas. Ello no le impide usar en sus proyectos los materiales característicos de la época actual, aunque empleándolos de forma que aparenten sencillez y proporcionen al mismo tiempo sensaciones positivas, lo que consigue, entre otros recursos, mediante las formas, la luz o el agua. Para ello se basa generalmente en tramas geométricas que sirven de pauta para el ordenamiento de sus espacios.
Por otra parte Ando estudia fórmulas para solucionar o mejorar el caos urbanístico existente en muchas poblaciones japonesas. Este aspecto lo aborda desde una doble vertiente, una de crítica y la otra de sensibilidad y comprensión.
Contrariamente al estilo arquitectónico tradicional japonés, Ando crea espacios interiores cerrados, y no abiertos: 

Creo espacios interiores cerrados, y no abiertos. Utilizo paredes para definir los límites de estos espacios, y lo hago basándome en criterios humanos, de forma que las personas perciban esos espacios como apropiados y cómodos. Con las paredes rompo también la monotonía habitual de, por ejemplo, los edificios comerciales. Finalmente, las paredes separan el exterior, frecuentemente ruidoso y caótico, del interior, que está diseñado como remanso de tranquilidad, aislado de lo demás.

Ando ha recibido numerosos premios y distinciones, como la Medalla de Oro de la Academia Francesa de Arquitectura, el Praemium Imperiale en 1996, el Premio Kioto, el Premio Carlsberg y en 1995 el máximo galardón internacional de arquitectura, el premio Pritzker, comparable al premio Nobel. También ha sido invitado por dos prestigiosas universidades norteamericanas a impartir clases, en la Universidad de Columbia como profesor visitante, en la Universidad de Tokio y en la Universidad de Yale como catedrático.

## Pensamiento de Tadao Ando
El pensamiento de Tadao Ando está basado en la construcción con formas geométricas simples las cuales con el uso de la luz y los materiales pueden crear espacios trascendentes, como dice él mismo: 

Pienso que la arquitectura se torna interesante cuando se muestra este doble carácter: la máxima simplicidad posible y, a la vez, toda la complejidad de que pueda dotársela.

Hace mucho énfasis en la incorporación de la naturaleza dentro de las construcciones para dejar fuera el caos de las ciudades y crear un espacio de meditación, serenidad y espiritualidad. Su filosofía está dirigida a pensar que el espacio puede ser una fuente de inspiración y ha logrado plasmar esto en sus construcciones. También piensa que el objetivo de todas las religiones es similar, y el de la suya es la espiritualidad, por lo tanto intenta expresar esta espiritualidad de una forma arquitectónica.
Su arquitectura no distrae a la hora de la meditación sino que contribuye a la introspección.
"Crear arquitectura es expresar aspectos que representan el mundo real, como la naturaleza, la historia, la tradición y la sociedad, en una estructura espacial, que es un concepto abstracto, compuesto por una lógica clara y transparente."
Como la cita lo menciona sus espacios buscan desarrollar expresiones, por lo que crea un diálogo entre el usuario y el arquitecto, llegando a tomar niveles espirituales. En otras palabras sus espacios están relacionados con la humanidad.
El uso limitado de materiales, y las texturas expuestas, crea una articulación confusa de la función que tiene el espacio. Por lo que busca dar énfasis en las texturas mismas, para así lograr una interacción con elementos naturales como los son la luz y el viento.
En orden de abstraer lo más fundamental de la naturaleza Tadao utiliza especialmente el cielo, y juega un papel importante en su arquitectura. Pues como él lo dice afecta al interior de la arquitectura. Por lo tanto Ando busca siempre que el cielo entre a los espacios de manera especial, expresándolo en el concreto, logrando así la arquitectura de Ando.

## Influencias
Tadao Ando guarda una estrecha relación con la arquitectura tradicional, la cultura y la historia japonesa, lo cual se ve reflejado en todas sus construcciones. También vemos que ha tenido influencias de grandes arquitectos como Le Corbusier  y Louis Kahn y como el mismo dice: 

Me interesa un diálogo con la arquitectura del pasado pero debe ser filtrado por mi propia visión y experiencia. Estoy en deuda con Le Corbusier o Mies van der Rohe, pero al mismo tiempo tomo lo que ellos hicieron y lo interpreto a mi manera.

Ha sido también notable la contribución voluntaria y propositiva de Ando tras calamidades de gran escala. Tras el terremoto de Kōbe en 1995, Ando tuvo un papel importante en el reordenamiento del nuevo frente marítimo de Hyogo. Tras el derribamiento del World Trade Center en Nueva York el 2001, Ando propuso la creación de un parque circular en la zona cero que simbolizara el dolor que significaba el vacío dejado por las Torres Gemelas.

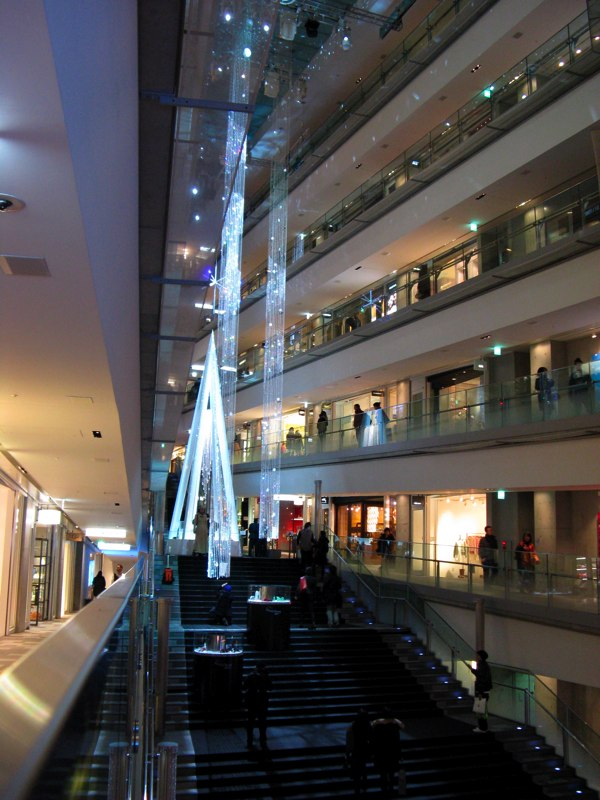
Interior de Omotesando Hills en temporada navideña.

Después de elegir la arquitectura, Ando viajó por el mundo buscando experiencia de diferentes edificios, sin embargo uno de los espacios que más lo influencio es la casa donde creció en Osaka´s, después de la Segunda Guerra Mundial. Los inviernos ahí eran muy fríos, explicando que se podía ver la carrera del viento, y los veranos eran calientes, sin nada de brisa. Incómoda en verano e invierno, sin embargo al crecer en una sociedad de la cual estaba enfurecido por las condiciones que se vivían, el decidió mejorar tales condiciones. Por lo tanto el consideraba que esa casa fue un combustible para su energía creativa.

## Obras representativas
- Casa Azuma (Osaka, Japón)
- Fundación Pulitzer (San Luis, Misuri)
- Viviendas Rokko (Hyogo, Japón)
- Capilla en el Monte Rokko (Kobe, Japón)
- Jardín de las Bellas Artes (Kioto, Japón)
- Museo Suntory (Osaka, Japón)
- Museo de Arte Moderno (Fort Worth, Texas)
- Museo de Arte Contemporáneo Naoshima (Kagawa, Japón)
- Pabellón del Japón, Exposición 1992 (Sevilla, España)
- Espacio de Meditación para la UNESCO (París, Francia)
- Centro de Congresos (Nara, Japón)
- Edificio de Conferencias de Vitra (Weil am Rhein, Alemania)
- Casa Koshino (Ashiya, Japón)
- "Fabrica" Centro de Investigación de Benetton (Treviso, Italia)[11]
- Edificio de Oficinas de Raika (Osaka, Japón)
- Iglesia de la Luz (Ibaraki, Japón)
- Iglesia sobre el agua (Hokkaido, Japón)
- Edificio Times I y II (Kioto, Japón)
- Edificio Bigi Atelier (Tokio)
- Templo del Agua (Tsuna, Japón)
- Museo de la Madera (Hyōgo, Japón)
- Museo Suntory (Osaka, Japón)
- Omotesando Hills Centro comercial en Omotesando (Tokio, Japón)
- Design, un espacio para el diseño (Tokio, Japón)
- Centro Roberto Garza Sada, Escuela de Arte, Arquitectura y Diseño (Monterrey, México)

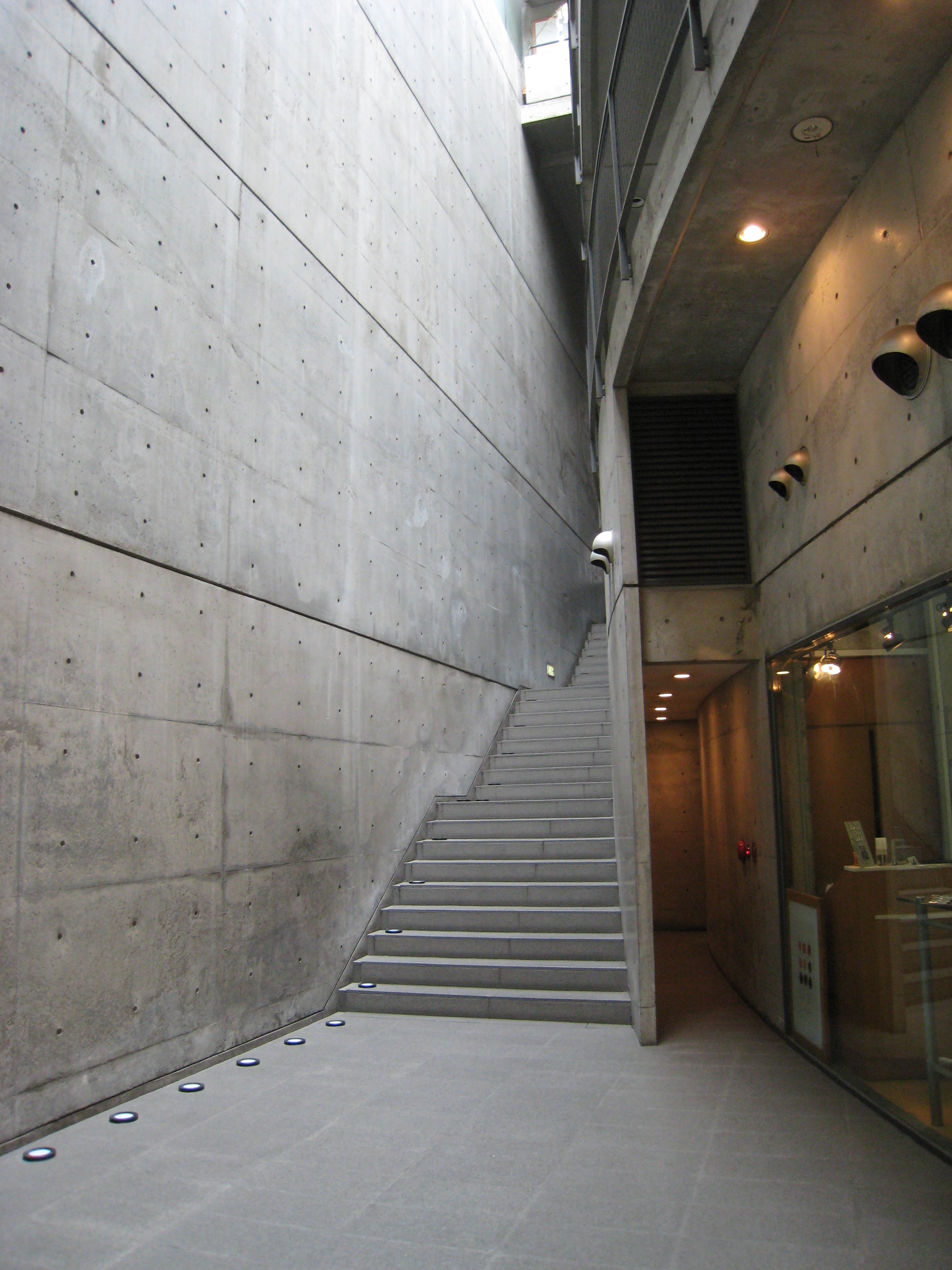
Galería Akka, Osaka, 1988

## Distinciones honoríficas
Nacionales
- Praemium Imperiale de Arquitectura (25/10/1996).[12]
- Premio Kioto de Arte y Filosofía (10/11/2002).
- Caballero de la Orden de la Cultura (26/10/2010).[13]

Extranjeras
- Caballero de la Orden de las Artes y las Letras (República Francesa, 1995).
- Oficial de la Orden de las Artes y las Letras (República Francesa, 1997).
- Gran Oficial de la Orden de la Estrella de Italia (República Italiana, 16/01/2013).[14]
- Comendador de la Orden de las Artes y las Letras (República Francesa, 19/12/2013).[15]
- Comendador de la Orden de la Legión de Honor (República Francesa, 23/04/2021).[16]